# Muscle of Love
| Recensione                | Giudizio |
| ------------------------- | -------- |
| Rolling Stone Album Guide | [ 1 ]    |

Muscle of Love è il settimo album in studio degli Alice Cooper, pubblicato nel 1973 dalla Warner Brothers Records.

## Tracce
1. Big Apple Dreamin' (Hippo) - 5:10 (Alice Cooper, Glen Buxton, Michael Bruce, Dennis Dunaway, Neal Smith)
2. Never Been Sold Before - 4:28 (Cooper, Buxton, Bruce, Dunaway, Smith)
3. Hard Hearted Alice - 4:53 (Cooper, Bruce)
4. Crazy Little Child - 5:03 (Cooper, Bruce)
5. Working Up a Sweat - 3:32 (Cooper, Bruce)
6. Muscle of Love - 3:45 (Cooper, Bruce)
7. Man With the Golden Gun- 4:12 (Cooper, Buxton, Bruce, Dunaway, Smith)
8. Teenage Lament '74 - 3:53 (Cooper, Smith)
9. Woman Machine - 4:31 (Cooper, Buxton, Bruce, Dunaway, Smith)

## Singoli
- 1973: Teenage Lament '74
- 1974: Muscle of Love

## Componenti
- Alice Cooper - voce, armonica a bocca
- Glen Buxton - chitarra
- Michael Bruce - chitarra, pianoforte, organo
- Dennis Dunaway - basso
- Neal Smith - batteria

## Ospiti
- Mick Mashbir – chitarra
- Dick Wagner – chitarra
- Bob Dolin – tastiere
- Liza Minnelli - cori in Teenage Lament '74 e Man With the Golden Gun

## Classifiche
Album - Billboard 200 (Nord America)
| Anno | Classifica    | Posizione |
| ---- | ------------- | --------- |
| 1974 | Billboard 200 | 10        |